# Daring Club de Bruxelles
Maillots
Dernière mise à jour : 06 juin 2025.
Le Daring Club de Bruxelles, plus tard renommé Daring Club de Molenbeek, est un ancien club de football belge fondé en 1895. Il participe pour la première fois au championnat belge lors de la saison 1903-1904, et remporte son premier titre en 1912. Du fait de son ancienneté, il reçoit le matricule 2 en 1926. Le club remporte au total cinq fois le championnat belge et une Coupe de Belgique. En 1973, le club cesse ses activités et démissionne de l'URBSFA. Le 6 juin 2025, la direction du club du RWDM (matricule 5479) annonce le rachat du matricule 2 et le transfert de ses activités à partir du 1er juillet 2025. Le club portera la dénomination « Daring Brussels » et évoluera en division 1B dès la saison 2025-2026.
Contrairement à une idée faussement répandue, il n'y a jamais eu de fusion du Daring CB avec le Royal Racing White (matricule 47). Celui-ci a déménagé du stade Fallon de Woluwé vers le stade Machtens de Molenbeek et a adapté son appellation en ajoutant le terme « Daring » pour devenir le Racing White Daring de Molenbeek.

## Histoire
Le club est fondé en 1895 par des étudiants réunis au café "Au Tivoli" à Koekelberg. Le club s'affilie à l'Union belge deux ans plus tard, et participe d'abord au championnat dit "réserves" ou "juniors". Le club joue d'abord en bleu et blanc, mais change ses couleurs pour le rouge et le noir en 1899. En 1900, il fusionne avec le Bruxelles Football Club, et change son nom en Daring Bruxelles Football Club. Lorsque les travaux de construction de la basilique de Koekelberg débutent, le club doit déménager Chaussée de Jette, où se trouve le terrain du Bruxelles Football Club. En 1902, le club reprend son appellation initiale, et fusionne avec deux autres clubs bruxellois, le Sporting Molenbeek et le Skill FC de Bruxelles. L'année suivante, il fusionne avec l'US Bruxelles, puis est admis dans le championnat de Belgique.
Le club devient rapidement un rival de choix de l'Union Saint-Gilloise dans la capitale belge, et remporte son premier titre en 1912, suivi d'un deuxième deux ans plus tard. Face au nombre croissant de supporters, le besoin d'un nouveau stade se fait sentir, mais le début de la première guerre mondiale retarde les travaux. Le 12 juillet 1920, le club est reconnu Société Royale et exactement deux mois plus tard, il inaugure son nouveau stade à Molenbeek-Saint-Jean. Il s'agit d'un stade particulièrement en avance pour son temps, avec une grande tribune assise, une piste d'athlétisme, un terrain de hockey, des terrains de tennis, et même un solarium.
Le club remporte un troisième titre national en 1921, avant de passer plusieurs saisons anonymes, frôlant même la relégation en 1928. L'équipe ne retrouve les premières places qu'au milieu des années 1930, mettant notamment fin le 10 février 1935 à la série de 60 matches sans défaite de l'Union. Le club fête deux nouveaux titres de champion en 1936 et 1937, mais ce seront ses derniers. Après une belle deuxième place, le club est relégué pour la première fois de son histoire en Division 1 à la fin de la saison 1938-1939. De plus, accusé de corruption sur un joueur de l'Union, le club est puni d'une deuxième relégation administrative qui le pousse en Promotion. Le déclenchement de la seconde guerre mondiale retarde les effets de la sanction, et à la fin du conflit, un arrangement est trouvé pour que le club puisse intégrer la Division 1 à la place de l'Union Hutoise, qui n'avait pas les moyens d'aligner une équipe à ce niveau.
Le Daring remporte le titre de Division 1 en 1950, et remonte parmi l'élite. Le retour en première division dure quatre saisons pour les Daringmen, qui rechute en Division 2 en 1954. Ils remportent le titre directement et reviennent en Division 1, cette fois pour trois saisons. Une nouvelle fois, le Daring décroche le titre au niveau inférieur dès sa première saison et remonte en D1. À la recherche de son glorieux passé, le club ne peut faire mieux qu'une cinquième place. Il participe néanmoins à deux éditions de la Coupe des villes de foire, en 1966 et 1969. Le club chute à nouveau en D2 à la fin de la saison 1968-1969. Il ne reviendra plus jamais au plus haut niveau.

### Absorption et pas fusion
Malgré une chute en division 2, le club parvient à atteindre la finale de la Coupe de Belgique 1970, où il est sévèrement battu 6-1 par le FC Brugeois. En juillet 1970, le club change son nom en Royal Daring Club de Molenbeek. Il joue encore trois saisons en Division 2, sous l'impulsion des deux directions des clubs et surtout de Edmond Machtens un accord est trouvé afin de rejoindre la D1 d'une manière plus rapide qu'en attendant d'être promu grâce aux résultats sportifs, le Daring arrête ses activités et démissionne de l'URBSFA. À la suite de cela, le Racing White (matricule 47) qui évolue en première division, quitte son trop souvent « frigorifique[réf. nécessaire] » stade Fallon de Woluwé et émigre vers Molenbeek « afin de récupérer le public chaud du stade Bossaert[réf. nécessaire] », rebaptisé pour l'occasion Stade Edmond Machtens. Le matricule 47 adapte sa dénomination et devient le Racing White Daring de Molenbeek. Quelques mois après ceci et quelques dissensions internes les membres du Racing White et Jean Gooris quittent le navire, les dirigeants du Daring restent depuis seuls maîtres à bord.

## Résultats dans les divisions nationales
Statistiques clôturées, club disparu

### Palmarès
- 5 fois champion de Belgique en 1912, 1914, 1921, 1936 et 1937
- 3 fois champion de Belgique de D2 en 1950, 1955 et 1959
- Vainqueur de la Coupe de Belgique en 1935

### Bilan
| Niv | Divisions     | Jouées | Titres | TM Up | TM Down |
| --- | ------------- | ------ | ------ | ----- | ------- |
| I   | 1re nationale | 48     | 5      | 1     | 1       |
| II  | 2e nationale  | 14     | 3      |       |         |
| III | 3e nationale  | 0      | 0      |       |         |
| IV  | 4e nationale  | 0      | 0      |       |         |
| V   | 5e nationale  | 0      | 0      |       |         |
|     |               |        |        |       |         |
|     | TOTAUX        | 62     | 8      | 1     | 1       |

- TM Up : test-match pour départager des égalités, ou toutes formes de Barrages ou de Tour final pour une montée éventuelle.
- TM Down : test-match pour départager des égalités, ou toutes formes de Barrages ou de Tour final pour le maintien.

### Classements saison par saison
| Ordre | Saison  | Nom du club                                                         | Niveau                                                              | Classement final                                                    | Remarques                                                           |
| ----- | ------- | ------------------------------------------------------------------- | ------------------------------------------------------------------- | ------------------------------------------------------------------- | ------------------------------------------------------------------- |
| 1     | 1903-04 | Daring CB                                                           | Division d'Honneur Groupe B                                         | 3e/5                                                                |                                                                     |
| 2     | 1904-05 | Daring CB                                                           | Division d'Honneur                                                  | 5e/11                                                               |                                                                     |
| 3     | 1905-06 | Daring CB                                                           | Division d'Honneur                                                  | 5e/10                                                               |                                                                     |
| 4     | 1906-07 | Daring CB                                                           | Division d'Honneur                                                  | 4e/10                                                               |                                                                     |
| 5     | 1907-08 | Daring CB                                                           | Division d'Honneur                                                  | 5e/10                                                               |                                                                     |
| 6     | 1908-09 | Daring CB                                                           | Division d'Honneur                                                  | 2e/12                                                               | [ saisons 1 ]                                                       |
| 7     | 1909-10 | Daring CB                                                           | Division d'Honneur                                                  | 4e/12                                                               |                                                                     |
| 8     | 1910-11 | Daring CB                                                           | Division d'Honneur                                                  | 3e/12                                                               |                                                                     |
| 9     | 1911-12 | Daring CB                                                           | Division d'Honneur                                                  | 1er/12                                                              | Champion                                                            |
| 10    | 1912-13 | Daring CB                                                           | Division d'Honneur                                                  | 2e/12                                                               | Test match                                                          |
| 11    | 1913-14 | Daring CB                                                           | Division d'Honneur                                                  | 1er/12                                                              | Champion                                                            |
| xx    | 1914-19 | Compétitions interrompues                                           | Compétitions interrompues                                           | Compétitions interrompues                                           | Compétitions interrompues                                           |
| 12    | 1919-20 | Daring CB                                                           | Division d'Honneur                                                  | 3e/12                                                               |                                                                     |
| 13    | 1920-21 | Daring CB SR                                                        | Division d'Honneur                                                  | 1er/12                                                              | Champion                                                            |
| 14    | 1921-22 | Daring CB SR                                                        | Division d'Honneur                                                  | 8e/14                                                               |                                                                     |
| 15    | 1922-23 | Daring CB SR                                                        | Division d'Honneur                                                  | 4e/14                                                               |                                                                     |
| 16    | 1923-24 | Daring CB SR                                                        | Division d'Honneur                                                  | 8e/14                                                               |                                                                     |
| 17    | 1924-25 | Daring CB SR                                                        | Division d'Honneur                                                  | 6e/14                                                               |                                                                     |
| 18    | 1925-26 | Daring CB SR                                                        | Division d'Honneur                                                  | 3e/14                                                               |                                                                     |
| 19    | 1926-27 | Daring CB SR                                                        | Division d'Honneur                                                  | 4e/14                                                               |                                                                     |
| 20    | 1927-28 | Daring CB SR                                                        | Division d'Honneur                                                  | 11e/14                                                              | Test-matches                                                        |
| 21    | 1928-29 | Daring CB SR                                                        | Division d'Honneur                                                  | 9e/14                                                               |                                                                     |
| 22    | 1929-30 | Daring CB SR                                                        | Division d'Honneur                                                  | 7e/14                                                               |                                                                     |
| 23    | 1930-31 | Daring CB SR                                                        | Division d'Honneur                                                  | 6e/14                                                               |                                                                     |
| 24    | 1931-32 | Daring CB SR                                                        | Division d'Honneur                                                  | 4e/14                                                               |                                                                     |
| 25    | 1932-33 | Daring CB SR                                                        | Division d'Honneur                                                  | 8e/14                                                               |                                                                     |
| 26    | 1933-34 | Daring CB SR                                                        | Division d'Honneur                                                  | 2e/14                                                               | [ saisons 4 ]                                                       |
| 27    | 1934-35 | Daring CB SR                                                        | Division d'Honneur                                                  | 3e/14                                                               |                                                                     |
| 28    | 1935-36 | Daring CB SR                                                        | Division d'Honneur                                                  | 1er/14                                                              | Champion                                                            |
| 29    | 1936-37 | Daring CB SR                                                        | Division d'Honneur                                                  | 1er/14                                                              | Champion                                                            |
| 30    | 1937-38 | Daring CB SR                                                        | Division d'Honneur                                                  | 2e/14                                                               | [ saisons 5 ]                                                       |
| 31    | 1938-39 | Daring CB SR                                                        | Division d'Honneur                                                  | 13e/14                                                              | Relégué !                                                           |
| xx    | 1939-40 | Compétitions arrêtées                                               | Compétitions arrêtées                                               | Compétitions arrêtées                                               | Compétitions arrêtées                                               |
| xx    | 1940-41 | Daring CB SR                                                        | Division 1 (D2) Groupe A                                            | 7e/10                                                               | [ saisons 7 ]                                                       |
| 32    | 1941-42 | Daring CB SR                                                        | Division 1 (D2) série A                                             | 4e/14                                                               |                                                                     |
| 33    | 1942-43 | Daring CB SR                                                        | Division 1 (D2) série B                                             | 3e/15                                                               |                                                                     |
| 34    | 1943-44 | Daring CB SR                                                        | Division 1 (D2) série B                                             | 5e/15                                                               |                                                                     |
| xx    | 1944-45 | Compétitions arrêtées                                               | Compétitions arrêtées                                               | Compétitions arrêtées                                               | Compétitions arrêtées                                               |
| 35    | 1945-46 | Daring CB SR                                                        | Division 1 (D2) série A                                             | 5e/17                                                               |                                                                     |
| 36    | 1946-47 | Daring CB SR                                                        | Division 1 (D2) série A                                             | 4e/17                                                               |                                                                     |
| 37    | 1947-48 | Daring CB SR                                                        | Division 1 (D2) série B                                             | 7e/16                                                               |                                                                     |
| 38    | 1948-49 | Daring CB SR                                                        | Division 1 (D2) série A                                             | 8e/16                                                               |                                                                     |
| 39    | 1949-50 | Daring CB SR                                                        | Division 1 (D2) série A                                             | 1er/16                                                              | Champion et promu                                                   |
| 40    | 1950-51 | R. Daring CB                                                        | Division d'Honneur                                                  | 14e/16                                                              |                                                                     |
| 41    | 1951-52 | R. Daring CB                                                        | Division d'Honneur                                                  | 11e/16                                                              |                                                                     |
| 42    | 1952-53 | R. Daring CB                                                        | Division 1                                                          | 13e/16                                                              |                                                                     |
| 43    | 1953-54 | R. Daring CB                                                        | Division 1                                                          | 15e/16                                                              | Relégué!                                                            |
| 44    | 1954-55 | R. Daring CB                                                        | Division 2                                                          | 1er/16                                                              | Champion et promu                                                   |
| 45    | 1955-56 | R. Daring CB                                                        | Division 1                                                          | 9e/16                                                               |                                                                     |
| 46    | 1956-57 | R. Daring CB                                                        | Division 1                                                          | 4e/16                                                               |                                                                     |
| 47    | 1957-58 | R. Daring CB                                                        | Division 1                                                          | 15e/16                                                              | Relégué!                                                            |
| 48    | 1958-59 | R. Daring CB                                                        | Division 2                                                          | 1er/16                                                              | Champion et promu                                                   |
| 49    | 1959-60 | R. Daring CB                                                        | Division 1                                                          | 11e/16                                                              |                                                                     |
| 50    | 1960-61 | R. Daring CB                                                        | Division 1                                                          | 5e/16                                                               |                                                                     |
| 51    | 1961-62 | R. Daring CB                                                        | Division 1                                                          | 6e/16                                                               |                                                                     |
| 52    | 1962-63 | R. Daring CB                                                        | Division 1                                                          | 6e/16                                                               |                                                                     |
| 53    | 1963-64 | R. Daring CB                                                        | Division 1                                                          | 11e/16                                                              |                                                                     |
| 54    | 1964-65 | R. Daring CB                                                        | Division 1                                                          | 10e/16                                                              |                                                                     |
| 55    | 1965-66 | R. Daring CB                                                        | Division 1                                                          | 13e/16                                                              |                                                                     |
| 56    | 1966-67 | R. Daring CB                                                        | Division 1                                                          | 8e/16                                                               |                                                                     |
| 57    | 1967-68 | R. Daring CB                                                        | Division 1                                                          | 9e/16                                                               |                                                                     |
| 58    | 1968-69 | R. Daring CB                                                        | Division 1                                                          | 16e/16                                                              | Relégué!                                                            |
| 59    | 1969-70 | R. Daring CB                                                        | Division 2                                                          | 3e/16                                                               | [ saisons 8 ]                                                       |
| 60    | 1970-71 | R. Daring Cl. Mol.                                                  | Division 2                                                          | 10e/16                                                              |                                                                     |
| 61    | 1971-72 | R. Daring Cl. Mol.                                                  | Division 2                                                          | 4e/16                                                               |                                                                     |
| 62    | 1972-73 | R. Daring Cl. Mol.                                                  | Division 2                                                          | 7e/16                                                               |                                                                     |
| X     | 1973    | Arrêt d'activités et démission del'URBSFA, le matricule 2 disparaît | Arrêt d'activités et démission del'URBSFA, le matricule 2 disparaît | Arrêt d'activités et démission del'URBSFA, le matricule 2 disparaît | Arrêt d'activités et démission del'URBSFA, le matricule 2 disparaît |

## Terrains & Stades
- 1895-1899 : Koekelberg, site de la Basilique actuelle.
- 1899-1914 : Jette, 501 chaussée de Jette.
- 1919-1920 : différents endroits dont Anderlecht.
- à partir de 1920 : stade Oscar Bossaert, qui ne reçoit ce nom qu'en 1944, rue Charles Malis à Molenbeek.

## Personnalités

### Joueurs importants
- Johan Vermeersch, joueur (1971-1973).
- Sylvain Brébart, meilleur buteur du championnat en 1913
- Honoré Vlamynck, meilleur buteur du championnat en 1920
- Pierre De Vidts, meilleur buteur du championnat en 1930
- Marius Mondelé, meilleur buteur du championnat en 1935 et 1938
- Armand Swartenbroeks, 53 sélections en équipe nationale de Belgique (1913-1928)

### Entraîneurs
- Jack Butler (1932-1954)
- Gibon (1955-1957)
- André Riou (1958-61)
- Léonard Denayer (1962-63)
- Daniel Langrand (1964-66)
- Billy Elliott (1966-68)
- Georges Renders (1968)
- András Béres (1968-69)
- Norberto Höfling (1969-71)
- Heinz Hornig (1971-73)

### Autres
- Haroun Tazieff (1930-32), vulcanologue et homme politique

## Dans la culture populaire
- La trame de la pièce de théatre Bossemans et Coppenolle est basée sur la rivalité entre le Daring de Bruxelles et l’Union Saint-Gilloise dans les années 1930.